# Micrixalus sali
Espèce
Micrixalus sali est une espèce d'amphibiens de la famille des Micrixalidae.

## Répartition
Cette espèce est endémique du Kerala en Inde. Elle se rencontre à Ponmudi dans le Tdistrict de hiruvananthapuram dans les Ghâts occidentaux.

## Description
Le mâle holotype mesure 1,8 mm.

## Étymologie
Cette espèce est nommée en l'honneur de Sali Palode.

## Publication originale
- Biju, Garg, Gururaja, Shouche & Walujkar, 2014 : DNA barcoding reveals unprecedented diversity in Dancing Frogs of India (Micrixalidae, Micrixalus): a taxonomic revision with description of 14 new species. Ceylon Journal of Science, Biological Sciences, vol. 43, no 1, p. 1－87 (texte intégral).